# Зеликович, Юрий Семёнович
Ю́рий Семёнович Зелико́вич (7 мая 1964, Москва) — советский и российский гребец, выступал за сборные СССР и России по академической гребле в 1980-х — 1990-х годах. Серебряный призёр чемпионата мира, многократный победитель республиканских и всесоюзных регат, участник летних Олимпийских игр в Сеуле. На соревнованиях представлял спортивное общество «Динамо», мастер спорта международного класса. Также известен как тренер по гребле, в частности, главный тренер российской национальной сборной.

## Биография
Юрий Зеликович родился 7 мая 1964 года в Москве. Активно заниматься академической греблей начал в раннем детстве, позже состоял в столичном добровольном спортивном обществе «Динамо».
Первого серьёзного успеха добился в сезоне 1985 года, когда попал в основной состав советской национальной сборной и побывал на чемпионате мира в бельгийском Хазевинкеле, откуда привёз награду серебряного достоинства, выигранную в зачёте парных двухместных экипажей. Год спустя на мировом первенстве в английском Ноттингеме был в той же дисциплине четвёртым, ещё через год на аналогичных соревнованиях в Копенгагене закрыл десятку сильнейших.
Благодаря череде удачных выступлений в 1988 году Зеликович удостоился права защищать честь страны на летних Олимпийских играх в Сеуле — вместе с напарниками по безрульной парной четвёрке Павлом Крупко, Александром Заскалько и Сергеем Кинякиным был близок к призовым позициям, но в итоге занял четвёртое место, немного не дотянув до бронзовой медали. За выдающиеся спортивные достижения удостоен почётного звания «Мастер спорта СССР международного класса».
После распада Советского Союза продолжил выступать за сборную России и впоследствии побывал ещё на многих крупных регатах. Так, в 1993 году на чемпионате мира в чешском городе Рачице финишировал в четвёрках шестым, в следующем сезоне на мировом первенстве в американском Индианаполисе показал в той же дисциплине десятый результат. На чемпионате мира 1995 года в финском Тампере был в четвёрках семнадцатым, затем в 1997 и 1998 годах участвовал в первенствах мира во Франции и Германии — в двойках парных занял двенадцатое и девятнадцатое места соответственно.
Завершив карьеру профессионального спортсмена, Юрий Зеликович перешёл на тренерскую работу: в период 2005—2006 являлся старшим тренером юношеской сборной России, начиная с декабря 2012 года занимает пост главного тренера сборной России по академической гребле.